# Mistrovství Evropy v zápasu ve volném stylu 1977 – podrobné výsledky
Podrobné výsledky z mistrovství Evropy v zápasu ve volném stylu za rok 1977.

## Herní systém
Soutěže v zápasení nabízely v roce 1977 hrací systém, který odrážel absenci nasazování zápasníků. Zápasník který prohrál svůj úvodní zápas měl ještě naději dosáhnout na medaili. Dvě prohry v prvních kolech znamenaly konec v soutěži. Bylo toho dosaženo pomocí trestných bodů (TB). Trestné body se neudělovaly pouze v případě vítězství zápasníka na lopatky nebo jinak před časovým limitem. V případě výhry na body obdržel zápasník 1 trestný bod (při výrazném bodovém náskoku 0,5). Zápasník který prohrál na lopatky obdržel 4 trestné body a pokud prohrál na body 3 trestné body (3,5 výraznou bodovou prohrou). Trestné body se s každým zápasem sčítaly (STB) a po dosažení 6 trestných bodů zápasník ze soutěže vypadl. Tento hrací systém umožňoval taktizovaní v podobě remízy, která byla za 2 trestné body. Především v závěrečných kolech toho někteří zápasníci zneužívali při vědomí, že jejich soupeř má větší počet trestných bodů. Slabinou tohoto hracího systému bylo tzv. volné kolo při lichém počtu zápasníků.

## Podrobné výsledky
poznámka: v kolonách pod jednotlivými koly je uvedeno – "číslo soupeře"/"trestné body"

### Papírová váha mužů do 48 kg
| Č. | Zápasník                | Zápasník | Kola   | Kola | Kola | Kola | STB | CP               |
| Č. | Zápasník                | Zápasník | 1.     | 2.   | 3.   | 4.   | STB | CP               |
| -- | ----------------------- | -------- | ------ | ---- | ---- | ---- | --- | ---------------- |
| 1. | Sergej Kornilajev (URS) | TB       | 2./0,5 | 5./3 | 3./0 | –/0  | 3,5 | Stříbrná medaile |
| 2. | Mehmet Yalkın (TUR)     | TB       | 1./3,5 | 3./3 |      |      | 6,5 | 5.               |
| 3. | Gheorghe Rașovan (ROU)  | TB       | 4./1   | 2./1 | 1./4 | 5./4 | 6   | Bronzová medaile |
| 4. | Jan Falandys (POL)      | TB       | 3./3   | –/0  | 5./3 |      | 6   | 4.               |
| 5. | Stojan Stojanov (BUL)   | TB       | –/0    | 1./1 | 4./1 | 3./0 | 2   | Zlatá medaile    |

### Muší váha mužů do 52 kg
| Č. | Zápasník                     | Zápasník | Kola   | Kola | Kola | Kola | Kola | Kola | STB | CP               |
| Č. | Zápasník                     | Zápasník | 1.     | 2.   | 3.   | 4.   | 5.   | 6.   | STB | CP               |
| -- | ---------------------------- | -------- | ------ | ---- | ---- | ---- | ---- | ---- | --- | ---------------- |
| 1. | Kamil Özdağ (TUR)            | TB       | 2./4   | 9./0 | 4./3 |      |      |      | 7   | 5.               |
| 2. | Władysław Stecyk (POL)       | TB       | 1./0   | 3./0 | 5./0 | 7./0 | 8./4 | 4./3 | 7   | Bronzová medaile |
| 3. | Henrik Gál (HUN)             | TB       | 4./3,5 | 2./4 |      |      |      |      | 7,5 | 9.               |
| 4. | Alexandr Ivanov (URS)        | TB       | 3./0,5 | 5./0 | 1./1 | 8./3 | –/0  | 2./1 | 5,5 | Stříbrná medaile |
| 5. | Ignat Dumitru (ROU)          | TB       | 6./1   | 4./4 | 2./4 |      |      |      | 9   | 7.               |
| 6. | Koce Efremov (YUG)           | TB       | 5./3   | 7./3 |      |      |      |      | 6   | 8.               |
| 7. | Jean-Michel Schatteman (FRA) | TB       | 8./4   | 6./1 | –/0  | 2./4 |      |      | 9   | 4.               |
| 8. | Hartmut Reich (GDR)          | TB       | 7./0   | –/0  | 9./1 | 4./1 | 2./0 | –/0  | 2   | Zlatá medaile    |
| 9. | Dimitar Filipov (BUL)        | TB       | –/0    | 1./4 | 8./3 |      |      |      | 7   | 6.               |

### Bantamová váha mužů do 57 kg
| Č.  | Zápasník                    | Zápasník | Kola  | Kola  | Kola  | Kola  | Kola  | Kola  | STB | CP               |
| Č.  | Zápasník                    | Zápasník | 1.    | 2.    | 3.    | 4.    | 5.    | 6.    | STB | CP               |
| --- | --------------------------- | -------- | ----- | ----- | ----- | ----- | ----- | ----- | --- | ---------------- |
| 1.  | Jeorgos Chadzijanidis (GRE) | TB       | 2./4  | 11./0 | 3./0  | 9./4  |       |       | 8   | 5.               |
| 2.  | Fevzi Gökdoğan (TUR)        | TB       | 1./0  | 3./0  | 6./3  | 7./1  | 9./3  | 10./4 | 11  | Bronzová medaile |
| 3.  | Hans Partsch (FRG)          | TB       | 4./0  | 2./4  | 1./4  |       |       |       | 8   | 7.               |
| 4.  | Jukka Rauhala (FIN)         | TB       | 3./4  | 5./4  |       |       |       |       | 8   | 10.              |
| 5.  | Diego Lo Brutto (FRA)       | TB       | 6./4  | 4./0  | 7./4  |       |       |       | 8   | 7.               |
| 6.  | Wiesław Kończak (POL)       | TB       | 5./0  | 7./3  | 2./1  | 10./4 |       |       | 8   | 6.               |
| 7.  | Petre Brândușan (ROU)       | TB       | 8./0  | 6./1  | 5./0  | 2./3  | 10./3 |       | 7   | 4.               |
| 8.  | Mustafa Özyıldız (CYP)1     | TB       | 7./4  | 9./4  |       |       |       |       | 8   | 10.              |
| 9.  | Mehmet Selmanov (BUL)       | TB       | 10./3 | 10./0 | –/0   | 1./0  | 2./1  | –/0   | 4   | Stříbrná medaile |
| 10. | Viktor Alexejev (URS)       | TB       | 9./1  | –/0   | 11./0 | 6./0  | 7./1  | 2./0  | 2   | Zlatá medaile    |
| 11. | Bernd Bobrich (GDR)         | TB       | –/0   | 1./4  | 10./4 |       |       |       | 8   | 9.               |

### Pérová váha mužů do 62 kg
| Č.  | Zápasník                  | Zápasník | Kola   | Kola  | Kola  | Kola   | Kola  | Kola  | STB | CP               |
| Č.  | Zápasník                  | Zápasník | 1.     | 2.    | 3.    | 4.     | 5.    | 6.    | STB | CP               |
| --- | ------------------------- | -------- | ------ | ----- | ----- | ------ | ----- | ----- | --- | ---------------- |
| 1.  | Micho Dukov (BUL)         | TB       | 2./3,5 | 13./0 | 4./0  | 6./0,5 | 10./1 | 9./1  | 6   | Stříbrná medaile |
| 2.  | Vladimir Jumin (URS)      | TB       | 1./0,5 | 3./0  | 6./0  | 4./0   | –/0   | 10./1 | 1,5 | Zlatá medaile    |
| 3.  | Viliam Hönsch (TCH)       | TB       | 4./4   | 2./4  |       |        |       |       | 8   | 11.              |
| 4.  | Eduard Giray (FRG)        | TB       | 3./0   | 5./1  | 1./4  | 2./4   |       |       | 9   | 7.               |
| 5.  | Nurettin Kurt (TUR)       | TB       | 6./3   | 4./3  |       |        |       |       | 6   | 10.              |
| 6.  | Helmut Strumpf (GDR)      | TB       | 5./1   | 7./0  | 2./4  | 1./3,5 |       |       | 8,5 | 6.               |
| 7.  | Miguel González (ESP)     | TB       | 8./0   | 6./4  | 9./4  |        |       |       | 8   | 8.               |
| 8.  | Mustafa Denizgezen (CYP)1 | TB       | 7./4   | 9./4  |       |        |       |       | 8   | 11.              |
| 9.  | Marian Filipowicz (POL)   | TB       | 10./4  | 8./0  | 7./0  | –/0    | 12./1 | 1./3  | 8   | 4.               |
| 10. | Lajos Sándor (ROU)        | TB       | 9./0   | 11./0 | –/0   | 12./0  | 1./3  | 2./3  | 6   | Bronzová medaile |
| 11. | Raimo Löppönen (FIN)      | TB       | 12./4  | 10./4 |       |        |       |       | 8   | 11.              |
| 12. | Risto Darlev (YUG)        | TB       | 11./0  | –/0   | 13./0 | 10./4  | 9./3  |       | 7   | 5.               |
| 13. | Panajotis Kucupakis (GRE) | TB       | –/0    | 1./4  | 12./4 |        |       |       | 8   | 9.               |

### Lehká váha mužů do 68 kg
| Č.  | Zápasník                  | Zápasník | Kola  | Kola  | Kola   | Kola  | Kola  | Kola  | STB | CP               |
| Č.  | Zápasník                  | Zápasník | 1.    | 2.    | 3.     | 4.    | 5.    | 6.    | STB | CP               |
| --- | ------------------------- | -------- | ----- | ----- | ------ | ----- | ----- | ----- | --- | ---------------- |
| 1.  | Hans Zbinden (SUI)        | TB       | 2./0  | 13./0 | 3./4   | 12./4 |       |       | 8   | 6.               |
| 2.  | Didier Nicolas (FRA)      | TB       | 1./4  | 3./4  |        |       |       |       | 8   | 12.              |
| 3.  | Gerhard Sattel (FRG)      | TB       | 4./3  | 2./0  | 1./0   | 6./3  |       |       | 6   | 5.               |
| 4.  | Ivan Jankov (BUL)         | TB       | 3./1  | 5./1  | 6./3,5 | 9./4  |       |       | 9,5 | 7.               |
| 5.  | Gerald Brauer (GDR)       | TB       | 6./4  | 4./3  |        |       |       |       | 7   | 11.              |
| 6.  | Ihaku Gajdarbekov (URS)   | TB       | 5./0  | 7./0  | 4./0,5 | 3./1  | 9./1  | 10./4 | 6,5 | Bronzová medaile |
| 7.  | Lajos Katz (HUN)          | TB       | 8./0  | 6./4  | 10./4  |       |       |       | 8   | 8.               |
| 8.  | Stanisław Chiliński (POL) | TB       | 7./4  | 9./4  |        |       |       |       | 8   | 12.              |
| 9.  | Mehmet Sarı (TUR)         | TB       | 10./1 | 8./0  | 11./0  | 4./0  | 6./3  | –/0   | 4   | Stříbrná medaile |
| 10. | Shaban Sejdiu (YUG)       | TB       | 9./3  | 11./0 | 7./0   | –/0   | 12./0 | 6./0  | 3   | Zlatá medaile    |
| 11. | Vasile Stănescu (ROU)     | TB       | 12./1 | 10./4 | 9./4   |       |       |       | 9   | 10.              |
| 12. | Kari Övermark (FIN)       | TB       | 11./3 | –/0   | 13./0  | 1./0  | 10./4 |       | 7   | 4.               |
| 13. | Ahmet Şener (CYP)1        | TB       | –/0   | 1./4  | 12./4  |       |       |       | 8   | 9.               |

### Velterová váha mužů do 74 kg
| Č.  | Zápasník                    | Zápasník | Kola   | Kola  | Kola   | Kola   | Kola  | Kola  | STB | CP               |
| Č.  | Zápasník                    | Zápasník | 1.     | 2.    | 3.     | 4.     | 5.    | 6.    | STB | CP               |
| --- | --------------------------- | -------- | ------ | ----- | ------ | ------ | ----- | ----- | --- | ---------------- |
| 1.  | Jeorgos Polychronidis (GRE) | TB       | 2./0   | 11./4 | 3./4   |        |       |       | 8   | 7.               |
| 2.  | Henri Magistini (SUI)       | TB       | 1./4   | 3./4  |        |        |       |       | 8   | 11.              |
| 3.  | Dan Karabin (TCH)           | TB       | 4./0   | 2./0  | 1./0   | 6./3,5 | 5./3  |       | 7   | 4.               |
| 4.  | Kiro Ristov (YUG)           | TB       | 3./4   | 5./3  |        |        |       |       | 7   | 10.              |
| 5.  | Reşit Karabacak (TUR)       | TB       | 6./3   | 4./1  | 7./0   | 11./0  | 3./1  | –/0   | 5   | Stříbrná medaile |
| 6.  | Petru Marta (URS)           | TB       | 5./1   | 7./1  | 9./0,5 | 3./0,5 | –/0   | 11./1 | 4   | Zlatá medaile    |
| 7.  | Aleksandar Nanev (BUL)      | TB       | 8./0,5 | 6./3  | 5./4   |        |       |       | 7,5 | 6.               |
| 8.  | János Kocsis (HUN)          | TB       | 7./3,5 | 9./3  |        |        |       |       | 6,5 | 9.               |
| 9.  | Peter Syring (GDR)          | TB       | 10./0  | 8./1  | 6./3,5 | –/0    | 11./3 |       | 7,5 | 5.               |
| 10. | Olgun Reyfet (CYP)1         | TB       | 9./4   | –/0   | 11./4  |        |       |       | 8   | 8.               |
| 11. | Emilian Cristian (ROU)      | TB       | –/0    | 1./0  | 10./0  | 5./4   | 9./1  | 6./3  | 8   | Bronzová medaile |

### Střední váha mužů do 82 kg
| Č.  | Zápasník               | Zápasník | Kola    | Kola   | Kola  | Kola  | Kola  | Kola    | STB | CP               |
| Č.  | Zápasník               | Zápasník | 1.      | 2.     | 3.    | 4.    | 5.    | 6.      | STB | CP               |
| --- | ---------------------- | -------- | ------- | ------ | ----- | ----- | ----- | ------- | --- | ---------------- |
| 1.  | André Bouchoule (FRA)  | TB       | 2./3    | 3./3,5 |       |       |       |         | 6,5 | 8.               |
| 2.  | Jan Górski (POL)       | TB       | 1./1    | 4./0   | 3./1  | 12./1 | 8./3  | 11./3,5 | 9,5 | Bronzová medaile |
| 3.  | Mehmet Uzun (TUR)      | TB       | 4./0    | 1./0,5 | 2./3  | 5./1  | 11./3 |         | 7,5 | 4.               |
| 4.  | Tibor Seregély (ROU)   | TB       | 3./4    | 2./4   |       |       |       |         | 8   | 9.               |
| 5.  | Adolf Seger (FRG)      | TB       | 6./0    | 7./0   | 8./3  | 3./3  |       |         | 6.  | 5.               |
| 6.  | Jeorgos Pachtas (GRE)  | TB       | 5./4    | 8./4   |       |       |       |         | 8   | 9.               |
| 7.  | Jaime Pereira (ESP)    | TB       | 8./4    | 5./4   |       |       |       |         | 8   | 9.               |
| 8.  | Chasan Zandžijev (URS) | TB       | 7./0    | 6./0   | 5./1  | 11./4 | 2./1  | –/0     | 6   | Stříbrná medaile |
| 9.  | Jimmy Martinetti (SUI) | TB       | 10./4   | 11./4  |       |       |       |         | 8   | 9.               |
| 10. | Jarmo Övermark (FIN)   | TB       | 9./0    | 12./4  | 11./4 |       |       |         | 8   | 7.               |
| 11. | Ismail Abilov (BUL)    | TB       | 12./0,5 | 9./0   | 10./0 | 8./0  | 3./1  | 2./0,5  | 2   | Zlatá medaile    |
| 12. | István Kovács (HUN)    | TB       | 11./3,5 | 10./0  | –/0   | 2./3  |       |         | 6,5 | 6.               |

### Polotěžká váha mužů do 90 kg
| Č.  | Zápasník                 | Zápasník | Kola  | Kola   | Kola | Kola  | Kola | Kola | STB | CP               |
| Č.  | Zápasník                 | Zápasník | 1.    | 2.     | 3.   | 4.    | 5.   | 6.   | STB | CP               |
| --- | ------------------------ | -------- | ----- | ------ | ---- | ----- | ---- | ---- | --- | ---------------- |
| 1.  | Michele Azzola (ITA)     | TB       | 2./4  | 3./0   | 4./4 |       |      |      | 8   | 7.               |
| 2.  | Willibald Liebgott (FRG) | TB       | 1./0  | 4./3,5 | 7./4 |       |      |      | 7,5 | 6.               |
| 3.  | Peter Steiger (SUI)      | TB       | 4./4  | 1./4   |      |       |      |      | 8   | 9.               |
| 4.  | İsmail Temiz (TUR)       | TB       | 3./0  | 2./0,5 | 1./0 | 10./0 | 6./4 | 7./4 | 8,5 | Bronzová medaile |
| 5.  | Géza Molnár (HUN)        | TB       | 6./4  | 7./4   |      |       |      |      | 8   | 9.               |
| 6.  | Anatolij Prokopčuk (URS) | TB       | 5./0  | 9./1   | 8./1 | 7./0  | 4./0 | –/0  | 2   | Zlatá medaile    |
| 7.  | Šukri Ljutviev (BUL)     | TB       | 8./1  | 5./0   | 2./0 | 6./4  | –/0  | 4./0 | 5   | Stříbrná medaile |
| 8.  | Uwe Neupert (GDR)        | TB       | 7./3  | 10./0  | 6./3 |       |      |      | 6   | 5.               |
| 9.  | Vasile Iorga (ROU)       | TB       | 10./4 | 6./3   |      |       |      |      | 7   | 8.               |
| 10. | Paweł Kurczewski (POL)   | TB       | 9./0  | 8./4   | –/0  | 4./4  |      |      | 8   | 4.               |

### Těžká váha mužů do 100 kg
| Č. | Zápasník                  | Zápasník | Kola | Kola | Kola | Kola | Kola | STB | CP               |
| Č. | Zápasník                  | Zápasník | 1.   | 2.   | 3.   | 4.   | 5.   | STB | CP               |
| -- | ------------------------- | -------- | ---- | ---- | ---- | ---- | ---- | --- | ---------------- |
| 1. | Mehmet Güçlü (TUR)        | TB       | 2./1 | 7./0 | 3./1 | 6./3 | –/0  | 5   | Stříbrná medaile |
| 2. | Aslanbek Bisultanov (URS) | TB       | 1./3 | 3./0 | 5./0 | –/0  | 6./0 | 3   | Zlatá medaile    |
| 3. | Tomasz Busse (POL)        | TB       | 4./0 | 2./4 | 1./3 |      |      | 7   | 5.               |
| 4. | Július Strnisko (TCH)     | TB       | 3./4 | 5./4 |      |      |      | 8   | 7.               |
| 5. | Valetin Petrov (BUL)      | TB       | 6./3 | 4./0 | 2./4 |      |      | 7   | 4.               |
| 6. | Harald Büttner (GDR)      | TB       | 5./1 | –/0  | 7./1 | 1./1 | 2./4 | 7   | Bronzová medaile |
| 7. | Vasile Pușcașu (ROU)      | TB       | –/0  | 1./4 | 6./3 |      |      | 7   | 6.               |

### Supertěžká váha mužů nad 100 kg
| Č. | Zápasník                | Zápasník | Kola | Kola | Kola | Kola | Kola | STB | CP               |
| Č. | Zápasník                | Zápasník | 1.   | 2.   | 3.   | 4.   | 5.   | STB | CP               |
| -- | ----------------------- | -------- | ---- | ---- | ---- | ---- | ---- | --- | ---------------- |
| 1. | Adam Sandurski (POL)    | TB       | 2./4 | 7./4 |      |      |      | 8   | 6.               |
| 2. | Marin Gerčev (BUL)      | TB       | 1./0 | 3./0 | 4./0 | 6./1 | 7./3 | 4   | Stříbrná medaile |
| 3. | Hüseyin Çokal (TUR)     | TB       | 4./4 | 2./4 |      |      |      | 8   | 6.               |
| 4. | Ladislau Șimon (ROU)    | TB       | 3./0 | 5./3 | 2./4 |      |      | 7   | 5.               |
| 5. | József Balla (HUN)      | TB       | 6./3 | 4./1 | –/0  | 7./4 |      | 8   | 4.               |
| 6. | Petr Drozda (TCH)       | TB       | 5./1 | –/0  | 7./4 | 2./3 |      | 8   | Bronzová medaile |
| 7. | Vladimir Paršukov (URS) | TB       | –/0  | 1./0 | 6./0 | 5./0 | 2./1 | 1   | Zlatá medaile    |